# Березин, Станислав Матвеевич
Станисла́в Матве́евич Бере́зин (род. 16 июня 1942, Кизел) — советский и российский тренер по боксу. В течение многих лет работал тренером-преподавателем в СДЮСШОР Нижневартовского района, личный тренер чемпионов мира среди профессионалов Евгения Градовича и Руслана Проводникова, заслуженный тренер России.

## Биография
Станислав Березин родился 16 июня 1942 года в городе Кизел Пермской области. В 1962—1965 годах проходил службу в рядах Вооружённых Сил СССР, состоял в Южной группе войск. Окончил Тюменский государственный университет по специальности физическая культура и спорт.
В течение многих лет работал тренером-преподавателем по боксу в Излучинске в муниципальном образовательном учреждении дополнительного образования детей «Специализированная детско-юношеская спортивная школа олимпийского резерва Нижневартовского района», где в числе прочего подготовил таких титулованных боксёров как Иван Плюхин, Андрей Сюмин, Андрей Трунов, Александр Чернявский, Евгений Путилов, Алексей Тараторкин, Станислав Гындыбин, Расул Джааев и др. Самыми известными учениками Березина являются боксёры Евгений Градович и Руслан Проводников, завоевавшие титулы чемпионов мира среди профессионалов.
За выдающиеся достижения на тренерском поприще удостоен почётного звания «Заслуженный тренер России». Тренер высшей категории.
Член совета депутатов городского поселения Излучинск, член райкома профсоюза. Главный судья и организатор турнира памяти Генерала СССР Собянина в посёлке Игрим, занимался курированием бокса в посёлке Берёзово. Почётный гражданин Нижневартовского района.
Жена — Березина Ольга Георгиевна, дети: Светлана (дочь от первого брака), Алексей и Кирилл (также известные боксёры, воспитанники своего отца).